# Aéroport de Cassel
L'aéroport de Cassel (anciennement aéroport de Cassel-Calden,en allemand Flughafen Kassel) (code AITA : KSF code OACI : EDVK) est un aéroport international mineur desservant la ville allemande de Cassel dans l'état de Hesse. Il est situé à 1,9 km à l'ouest de Calden, à 16,7 km  au nord-ouest de Kassel et est principalement utilisé pour l'aviation d'affaires et générale. Il y a également une école de pilotage,une école de pilotage ultraléger, et une école de parachutisme basée sur le site.

## Situation
| Berlin · Brandebourg EuroAirport Basel-Mulhouse-Freiburg Freiburg · City Brême Cassel Cologne · Bonn Dortmund Dresde Düsseldorf Erfurt Francfort-Hahn Francfort · sur-le-Main Friedrichshafen Hambourg Hanovre Heringsdorf Karlsruhe · Baden-Baden Leipzig Lübeck Memmingen Munich Münster · Osnabrück Nuremberg Paderborn · Lippstadt Rostock Sarrebruck Stuttgart Sylt Weeze Mannheim |

## Compagnies aériennes et destinations
| Compagnies        | Destinations |
| ----------------- | --- |
| Corendon Airlines | En saison: Antalya |
| Rhein-Neckar Air  | En saison charter: Heringsdorf, Sylt-Westerland                                                                                    |
| SkyAlps           | En saison: Bolzano |
| Sundair           | Fuerteventura, Hurghada En saison: Héraklion-N. Kazantzákis, Las Palmas/Gran Canaria, Palma de Majorque, Ténériffe-Sud Reine Sofia |

Edité le 06/03/2023